# 国土防衛管理行政
国土防衛管理行政（こくどぼうえいかんりぎょうせい、独: Territoriale Wehrverwaltung）は、ドイツ連邦共和国基本法第87条bに基づきドイツ連邦軍の内部構造における軍備範囲と並列する二大文民機構の一角。ドイツ国防軍の兵站能力の低下に接した経験から、連邦軍建軍時から純粋な文民機構として設立される。

## 任務
軍備範囲と対照的に、重点対象は連邦国防技術調達庁の前段階にあって全軍の軍需品の調達に責任を負い、領土防衛管理行政は地方任務ならびに増加傾向にある国外任務にも責任も負っている。
主な内容としては、食品を取り扱う部隊への食材等の供給、衣類（多くの端末所は大部分が民営化されている）やその他（調達）業務、特に連邦軍業務センター（BwDLZ）（ファシリティマネジメント）を通じて一般業務と軍施設の管理は民間人の手法で行われ、郡防衛補充事務所を通じて連邦軍のために人員補充を実施している。
また、国土防衛管理行政の義務には給与支給や手当支給の管理業務も含まれる。
増加する連邦政府の官庁会計を背景に、国土防衛管理行政における領域活動の民営化が実施され、連邦不動産公社（BImA）の基盤を通じて官民パートナーシップ・モデルや開発・調達業務会社（g.e.b.b.）の設立などアウトソーシング計画が進められる。

## 体制
連邦軍管理行政は最大組織域に再分割され以下のようになっている。
- 連邦政府上級機関
  - 防衛技術・防衛管理連邦大学校　在マンハイム
  - 連邦言語庁　在ヒュルト
  - 公共行政連邦大学　在マンハイム（連邦軍担当部門）
  - 防衛管理行政連邦庁　在ボン
- 連邦政府下級機関
  - 防衛管区行政機関
- 出先機関
  - 連邦軍業務センター
  - 国外連邦軍管理行政事務所
  - 郡防衛補充事務所
  - 連邦軍職業訓練学校
  - 連邦軍糧食事務所　本部：オルデンブルク
  - 連邦軍管理行政学校（出先機関は管理階層上、ドイツ連邦国防省の下で直接指導および訓練部隊の管理をする。）